# هال إريكسون (لاعب كرة قاعدة)
هال إريكسون (بالإنجليزية: Hal Erickson)‏ هو لاعب كرة قاعدة أمريكي، ولد في 17 يوليو 1919 في بورتلاند في الولايات المتحدة، وتوفي في 14 فبراير 2008 في أوغدن في الولايات المتحدة.

## وصلات خارجية
- هال إريكسون على موقعبيزبول رفرنس.كوم (الدوري الرئيسي) (الإنجليزية)
- هال إريكسون على موقعبيزبول رفرنس.كوم (الدوري الثانوي) (الإنجليزية)